# Jerry West
Jerome Alan West (født 28. maj 1938, død 12. juni 2024) var en amerikansk professionel basketballspiller og træner, som også var bestyrelsesmedlem for Los Angeles Clippers. Han spillede hele sin NBA-karriere med Los Angeles Lakers, hvor han vandt et mesterskab, og 14 gange var med på All-Star holdet. Han er også kendt som 'the Logo', hvilke er en reference til, at det er West som er afbilledt på NBA's logo.
Efter sin spillerkarriere, arbejdede West først som træner, hvorefter han i 1982 blev sportschef for Lakers, hvor han deltog i flere mesterskaber. Han arbejdede siden også hos Memphis Grizzlies, Golden State Warriors, og hos Los Angeles Clippers.

## Spillerkarriere

### Los Angeles Lakers

#### De første år
West blev draftet med det andet valg i 1960 af Minneapolis Lakers. Han nåede dog aldrig at spille i Minneapolis, da holdet flyttede til Los Angeles før sæsonen begyndte. Han imponerede i sin debutsæson, hvor han hjalp Lakers til at gå fra en af ligaens dårligste hold, til at nå slutspillet, hvor de dog i divisionsfinalen tabte til St. Louis Hawks.
Lakers' superstjerne Elgin Baylor havde i løbet af 1961-62 sæsonen begrænset spilletid som resultat af obligationer? han havde med U.S. Army, da han tjente aktivt i hæren imens han spillede. West overtog som resultat af dette rollen som holdets stjernespiller, og imponerede stort, da han scorede 30+ point per kamp i sæsonen. Han ledte i sæsonen Lakers til at være det bedste hold i vesten, og de marcherede i slutspillet hele vejen til finalen, hvor de mødte Boston Celtics. En af de mest intense finaleserier i NBA's historie, som endte med at Celtics vandt i forlænget spilletid af den syvende og afgørende kamp.
Med Baylor tilbage på fuldtid, var deres roller på holdet mere balanceret. Lakers vendte i 1962-63 sæsonen igen tilbage til finalen, og mødte igen her Celtics. West havde dog i løbet af sæsonen døjet med en lårskade, og han var ikke helt frisk til finalen. Dette resulterede i, at Boston vandt finaleserien i kamp seks.
1963-64 sæsonen var en skuffelse for Lakers, som kun vandt 42 kampe og blev slået af Hawks i den første runde af slutspillet.

#### Holdets leder
West overtog i 1964-65 sæsonen rollen som holdets topscorer fra Baylor, som døjede med knæproblemer. West scorede 31 point per kampen i løbet af sæsonen. I løbet af slutspilsrunden imod Baltimore Bullets, led Baylor en seriøs knæskade, og måtte sidde ude. West ledte Lakers hele vejen til finalen trods savnet af Baylor, og mødte igen Celtics i finalen. Uden Baylor var Lakers dog ikke nogen sag for Boston, som vandt efter fem kampe. Trods nederlaget, sluttede West slutspillet med at have scoret 40,6 point per kamp, hvilke var en ny rekord, som først 21 år senere blev slået af Michael Jordan.
West havde i 1965-66 sæsonen sin bedste scoringssæson i sin karriere, da han scorede 31,3 point per kamp. Sæsonen endte meget som forrige, da Lakers igen kom i finalen, og igen mødte Celtics. Serien var dog meget tættere denne gang, da Lakers havde Baylor tilbage, trods han ikke var helt så god, som han havde været før skaden. Serien endte i en syvende og afgørende kamp, hvor at Boston vandt med bare tre point.
1966-67 sæsonen var skuffende for Lakers, som var skadesplaget. De tabte til San Francisco Warriors i den første runde af slutspillet i sæsonen. De vendte tilbage til topniveauet i 1967-68, hvor de vendte tilbage til finalen. Igen mødte de Celtics i finalen, og igen vandt Boston, denne gang på seks kampe.

#### Chamberlain-årene
Før 1968-69 sæsonen hentede Lakers Wilt Chamberlain fra Philadelphia 76ers. Lakers vendte tilbage til finalen, og mødte igen Celtics, men denne gang var Lakers for første gang set som favoriterne. En af de mest ikoniske finalserier i ligaens historie var til følge, som endte i endnu en afgørelse i kamp syv. West, på trods af at han humpede hele kampen som resultat af en lårskade, havde en triple-double, da han scorede 42 points, greb 13 rebound og lavede 12 assists. Trods denne historiske kamp syv fra West, så vandt Boston igen. West blev i finaleserien kåret som Finals MVP, som gives til den bedste spiller i finalen. Han blev hermed den første, og hidtil eneste, spiller til at blive kåret som Finals MVP på det tabende hold.
Skader til Chamberlain og Baylor i 1969-70 sæsonen betød, at West måtte tage førersædet på holdet igen, hvilke han gjorde i stor stil, da han scorede 31,2 point per kamp for sæsonen. Han ledte Lakers holdet hele vejen til finalen, hvor at han for første gang i sin karriere mødte et andet hold end Celtics, da de mødte New York Knicks. I den tredje kamp førte Knicks med to point med få sekunder tilbage i kampen. West skød her et skud fra sin egen banehalvdel som mirakuløst gik i. Skuddet anses ofte som et af de mest ikoniske i ligaens historie, men endte dog ikke med at betyde noget for Lakers, som tabte kampen i overtiden. Serien endte i en afgørende kamp syv. Igen endte det i skuffelse for Lakers, som tabte til Knicks, som blev ledt af Willis Reed, som trods en muskelskade spillede hele kampen.
Lakers nåede i 1970-71 til semi-finalen, men skader betød at hverken Baylor eller West spillede i serien, og de blev overbevisende slået af Milwaukee Bucks.

#### Endelig mester og pension
Baylor gik på pension før 1971-72 sæsonen, og West havde selv overvejet at gøre det samme som følge af de gentagne skader. Han valgte dog at vende tilbage, hvilke viste sig at være en rigtig god beslutning. Lakers havde en historisk god sæson, da de vandt 69 kampe, som var en ny NBA rekord for flest sejre på en sæson. Sæsonen inkluderede også en stime på 33 sejre i streg, en NBA rekord, som stadig holder den dag i dag. Lakers marcherede hele vejen til finalen, hvor de igen mødte Knicks. Denne gang var Lakers dog dominante, og vandt serien på fem kampe. Hermed lykkedes det West, som var blevet kaldt ligaens tragiske helt, at vinde sit første mesterskab i hans ottende optræden i finalerne.
Wests rolle på holdet var blevet mindre med årene, og han spillede nu hovedsageligt som playmaker. Han var del af, at Lakers igen nåede finalen i 1972-73 sæsonen, og igen mødte Knicks. Det lykkedes dog New York at tage revanche her, da Lakers igen døjede med skader.
West vendte tilbage i 1973-74 sæsonen, dog uden Chamberlain, som var gået på pension. Lakers nåede til den første runde af slutspillet, hvor de tabte til Bucks. Efter sæsonen havde West ønsket om at fortsætte med at spille, men efter kontraktuenigheder, valgte West at stoppe spillerkarrieren.

### Landsholdskarriere
West var sammen med Oscar Robertson med ved de panamerikanske lege i 1959 for USA, hvor det blev til guld. Ved OL 1960 i Rom var West og Robertson igen med, og amerikanerne stillede med det, der efterfølgende er blevet betegnet som det bedste amatørlandshold nogensinde. Amerikanerne vandt sikkert alle kampe i indledende pulje, og derpå vandt de næsten lige så sikkert deres semifinalepulje. Da de derefter vandt over Italien og verdensmestrene fra Brasilien i finalepuljen, vandt de sikkert guldmedaljerne, mens Sovjetunionen blev nummer to og Brasilien nummer tre.

## Trænerkarriere

### Los Angeles Lakers
West overtog rollen som træner for Lakers i 1976-77 sæsonen. Han ledte holdet i tre sæsoner, hvor de i 1977 nåede til semi-finalen en enkelt gang.

## Bestyrelseskarriere

### Los Angeles Lakers
Efter sine tre år som træner, tog West i 1980 et job som talentspejder for holdet. Før 1982-83 sæsonen blev han forfremmet til sportschef, og var her del af at bygge "Showtime" Lakers holdene, som i løbet af 1980'erne vandt fem mesterskaber.
Efter Showtime, havde West jobbet med at genopbygge holdet. Dette kulminerede i 1996, hvor han hentede både Kobe Bryant og Shaquille O'Neal. West forlod Lakers ved udgangen af 1999-2000 sæsonen, men havde her lagt grunden for det Lakers hold som 2000-2002 vandt tre mesterskaber i streg.

### Memphis Grizzlies
West overtog i 2002 rollen som sportschef for Memphis Grizzlies. Dog lykkedes det ham ikke, at bygge et mesterskabshold som han gjorde i Los Angeles, så gik Grizzlies fra at være et af ligaens værste hold, til at være et solidt hold i slutspillet. Han holdt jobbet frem til 2007, hvor han stoppede.

### Golden State Warriors
West tog i 2011 et job som bestyrelsesmedlem hos Golden State Warriors. Han var med til at vinde to mesterskaber med holdet, før han forlod rollen i 2017.

### Los Angeles Clippers
West tog efter at have forladt Warriors et job som bestyrelsesmedlem hos Los Angeles Clippers.